# Grand-Gosier
Grand-Gosier (en criollo haitiano Gran Gozye) es una comuna de Haití que está situada en el distrito de Belle-Anse, del departamento de Sureste.

## Historia
Fundada en 1838 pasó a ser comuna en 1978.

## Secciones
Está formado por la sección de:
- Colline des Chênes (también denominada Bodarie y que abarca la villa de Grand-Gosier y el barrio de Bodarie)

## Demografía
| Gráfica de evolución demográfica de Grand-Gosier entre 2009 y 2015 |
|                                                                    |

Los datos demográficos contemplados en este gráfico de la comuna de Grand-Gosier son estimaciones que se han cogido de 2009 a 2015 de la página del Instituto Haitiano de Estadística e Informática (IHSI). 